# 白棚線
白棚线（日语：／ Hakuhō sen */?）是过去连接福岛县白河市的白河站和同县东白川郡棚仓町的磐城棚倉站的運輸通信省的铁道路线。

## 历史
在江户时代，东白川郡棚仓町曾是棚仓藩的城下町，是郡役所、警察署和税务署的所在地，亦是全东白川郡的中心。然而，随着日本铁道在白河设置车站，在交通上不利的棚仓町的地位大为下降，开始出现了衰退。
而另一方面，由于金山村和高野村都存在煤矿，这使得有意建设连接白河 - 棚仓的线路的人层出不穷。最先进行尝试的“白河炭矿铁道”于1896年（明治29年）7月递交了请求，但于1898年（明治31年）被保留。
在此之后，当地的有志者进行了铁路铺设运动。然而，尽管进行了包括陈情在内的诸多尝试，但均告失败。最终，直到在当时有着“铁道王”之称的雨宫敬次郎登场后，这一计划才逐渐具体化。在当时，雨宫依靠着各地人士的帮助，在全国范围内建设了大量轻便铁路，并于1908年（明治41年）将之统合，成立了“大日本轨道”。他同时亦有计划建设白河 - 棚仓之间的铁路。在地方人士的协助下，他于1907年（明治40年）2月向内务省申请了特许，并于10月7日得到了下放至白棚轨道的许可。然而，此时，对于轨道线的标准发生了改变。原本，在道路上铺设轨道时，当道路附近存在民居时，宽度应当在四间（单线）或五间（复线），其它地方则为三间或四间。但在得到许可后的15日，陆军省将近邻民居的宽度标准改为了六间半或七间，并要求在开业后选取合适的时间对道路进行增宽。由于这项举措，白棚轨道不得不申请延长了特许有效期限，而计划亦不得不中断。
在白棚轨道遭遇挫折的同时，1908年（明治41年）2月12日，棚仓铁道同样申请了白河町 - 棚仓町之间的线路，并取得了临时许可证。这一计划的代表发起人是白河煤矿的所有者冈野碛。该工程的建筑材料采购自当时正将线路由762 mm轨距改为1,067 mm的青梅铁道，而用地收购的交涉和股票的募集亦同时进行。然而，由于石井村的地主对计划的阻挠，1909年（明治42年），由于未在有效期限内申请正式许可，临时许可证最终失效。
在1911年和1912年间，又有5家会社提交了建设申请。1911年11月提交申请的白棚轻便铁道，由金山町的金矿山主西田仁三郎担任发起人代表，另外亦有白棚轨道和棚仓铁道的发起人联名。而同年10月提交申请的白河铁道则由大日本轨道的小泽信之辅、大渊龙太郎和原棚仓铁道发起人冈野碛作为发起人。然而，雨宫敬次郎于1911年1月死亡。1911年5月提出申请的东北炭矿，本社位于东京矿业部东白川郡高野村濑野。而在其申请书中添加的福岛县意见书中评价之为“休眠会社，无事业成功之可能”。1911年12月提出申请的白河铁道（二代）则以东北炭矿的专务董事四方常次郎为发起人。最后提交申请的铁道（三代），其发起人并不由福岛人和煤矿业者，而是被认为由投机资本家构成。1912年6月，铁道院命令县知事统合除东北炭矿以外的4家会社。然而由于建设不顺，最终仅于1913年6月对当地资本家占多数的白棚轻便铁道下发了许可证，而另外3家会社的许可则被保留。
在取得许可后，白棚轻便铁道于1914年春开始进行股票募集活动，并于6月17日在白河町召开了会社成立总会，决定了章程和董事。然而，由于原本的发起人代表西田仁三郎于1913年1月退出，因而地方有志者首先推举须贺川出身的立宪国民党（后宪政会）、爱国生命保险社长铃木万次郎，但由于铃木推举了福岛市的土建业者、担任福岛电灯等多家会社的董事的大岛要三，因而最终由大岛就任了社长的职位。此时，白棚轻便铁道改名为白棚铁道。
1914年6月20日，在申请工事施工认可后（此时距离许可期限仅剩2日），开始了线路测量和用地征收。由于沿线居民对铁道建设的配合，测量工作和用地征收工作分别于9月和11月30日完成。1915年3月18日，在工事施工申请获得认可后，工程正式开始。翌年，为了同（国有铁道线）连接，将轨距由762 mm变更为1,067 mm，而资金上的不足则通过爱国生命保险的融资弥补。之后的1916年10月8日，白河町 - 金泽内区间开业，紧接着金泽内 - 磐城棚仓区间也于11月29日开业。钢轨和车辆皆由铁道院提供。此外，在梁森站亦开通了至白河煤矿的引线（0.77英里）。白河煤矿的所有者安川荣次郎亦担任了白河铁道董事。1918年，白河矿业合资会社成立时，大岛和铃木皆出任出资社员。
然而，货物收入的增长率却实际上远低于旅客收入的增长率。借款的利息造成的累计赤字，亦对经营造成了严重限制。而货物收入方面，原本预计铺设的引线的白河煤矿将于1917 - 1919年达到运输顶峰，煤炭产量达到6吨/年，然而，白河煤矿于1920年休山。最终，安川于1918年将炭坑商船出售至藏内次郎作后，辞去了白棚铁道董事的位置。
从1923年开始，由于受到经济不景气的影响，货物运输量进一步减小。此外，因合乘汽车开始在白河 - 棚仓之间开始运行的缘故，旅客数也同样减少，使得白棚铁道于1924年不得不增发班次以提高竞争能力。另外，为了对抗合乘汽车，同时在增发班次的同时节省燃料费用，白棚铁道于1929年开始使用柴油列车，同时设置了专用停留场以确保旅客数量。然而，由于昭和金融恐慌，最终白棚铁道不得不于1925年下半年停止派息。

### 收购运动
在1932年于磐城棚倉站同水郡南線连接后，由于运费的原因，大多数的货物运输被国有铁道夺走，白棚铁道因此陷入了经营不振。由此，白棚铁道于1933年申请运输营业废止，请求将白棚铁道國有化。尽管这一请求在第64回帝国议会上得到了通过，但因财政问题被搁置。在此之后，白棚铁道继续进行申请最终在1936年12月的鐵道省省议上决定，由于暂时没有为收购发行国债的余地，因此政府仅暂时进行租借。1938年开始借款营业后，改名为“白棚线”。之后，由于设备投资的必要性，收购的请愿也继续进行。1941年，白棚铁道被正式决定国有化，正式成为了国有铁道的线路。然而，由于太平洋战争的激烈化，白棚线于1944年被指定为不要不急线休止，轨道等设施皆遭撤去。
尽管在战后，白棚线曾计划通过在线路上运行铁路巴士的方式重启线路并运行キハ10000型气动车和DD11型柴油机车，但最终以铁路的形式恢复之的方案被放弃，取而代之的是在路基上铺设专用道路并运行巴士线路。

### 年表
- 1913年（大正2年）6月23日 下放铁道免许状（西白河郡白河町-东白河郡棚倉町间）[16]
- 1914年（大正3年）6月17日 白棚铁道株式会社成立[17][18]
- 1916年（大正5年）
  - 10月8日 白棚铁道 白河町站 - 金泽内站 (19.6 km) 开业，新设白河町站、南湖停留场、古关停留场、金山町站、金泽内站[19]。
  - 11月7日 金山町站改名为磐城金山站[20]。
  - 11月29日 金泽内站 - 磐城棚仓站 (3.7 km) 开业，新设磐城棚仓站[21]。
- 1917年（大正6年）4月28日 新设梁森站[22]。
- 1926年（大正15年）5月19日 新设关山口站[23]。
- 1929年（昭和4年）4月1日 新设登町停留场、番泽停留场、三森停留场。
- 1931年（昭和6年）9月15日 关山口停留场升格为关山站。
  - 11月11日 伴随水郡南线延伸开业，同水郡南线在磐城棚仓站换乘。
- 1934年（昭和9年）12月4日 水郡线全通。
- 1938年（昭和13年）10月1日 全线租借至国铁，改名为白棚线（白棚鉄道） [18]。登町停留场、南湖停留场、古关停留场、番泽停留场、三森停留场升格为登町站、南湖站、古关站、番泽站、三森站。白棚白河站并入白河站。
- 1941年（昭和16年）5月1日 白棚铁道国有化。
- 1944年（昭和19年）12月11日 全线 (23.3 km) 休止，开始运行代行巴士。

## 车站一览
全线皆位于福岛县内。
| 中文站名 | 日文站名 | 英文站名 | 站間營業距離 | 累計營業距離 | 接續路線、備註           | 所在地 |
| -------- | -------- | -------- | ------------ | ------------ | ------------------------ | ------ |
| 白河     |          |          | -            | 0.0          | 東日本旅客鐵道：東北本線 | 白河市 |
| 登町     |          |          | ?            | ?            |                          | 白河市 |
| 南湖     |          |          | 4.6          | 4.6          |                          | 白河市 |
| 关山口   |          |          | 2.9          | 7.5          |                          | 白河市 |
| 古关     |          |          | 2.1          | 9.6          |                          | 白河市 |
| 番泽     |          |          | 2.9          | 12.5         |                          | 白河市 |
| 磐城金山 |          |          | 1.7          | 14.2         |                          | 白河市 |
| 梁森     |          |          | 1.7          | 15.8         |                          | 白河市 |
| 三森     |          |          | 2.2          | 18.0         |                          | 白河市 |
| 金泽内   |          |          | 2.9          | 12.5         |                          | 棚倉町 |
| 磐城棚倉 |          |          | 3.9          | 23.3         | 東日本旅客鐵道：水郡線   | 棚倉町 |

## 接续路线
- 白河站：东北本线

- 磐城棚仓站：水郡线

## 使用车辆
白棚铁道开业时，共有机车1辆、3等客车6辆、有盖火车3辆、无盖货车1辆。